# Ptilodontoïdeus
Els ptilodontoïdeus (Ptilodontoidea) són un grup de mamífers extints de l'hemisferi nord. Eren animals generalment petits i semblants a rosegadors de l'ordre dels multituberculats.
Alguns gèneres contenien moltes espècies, tot i que la majoria es coneixen a partir de material escàs. Ptilodus, un dels més coneguts, era comparable a un esquirol.
Se n'ha trobat material del Cretaci superior a Europa i Nord-amèrica. Les formes més recents vivien a Àsia, Europa i Nord-amèrica. Classificats en el subordre dels cimolodonts, eren uns dels últims multituberculats.
La superfamília se subdivideix en les famílies següents:
- Cimolodontidae (possiblement 3 gèneres)
- Neoplagiaulacidae (10 gèneres)
- Ptilodontidae (4 gèneres)

Neoliotomus, un gènere de posició taxonòmica incerta, sembla pertànyer a aquesta superfamília.